# Mergkool
Mergkool (Brassica oleracea convar. acephala var. medullosa Thell.) werd in Nederland geteeld als voedergewas in Noord-Brabant, Limburg en Gelderland. Mergkool vormt een verdikte stengel, die ook als groente gegeten kan worden. Ook de jonge bladeren zijn eetbaar. In het midden van de vijftiger jaren van de twintigste eeuw bedroeg het areaal ongeveer 900 ha. In 1976 was het areaal teruggelopen tot minder dan 1 hectare.  Anno 2024  is het gewas nog populair bij hobbytuinders en kwekers van diervoeders voor kleinschalige toepassing (kinderboerderijen, houders van konijnen en cavia's etc.)
Jonge blaadjes van de mergkool worden in enkele streken van Duitsland gegeten. In de landstreek Prignitz, tussen Hamburg en Berlijn, wordt relatief veel mergkool (Markstammkohl) geteeld. De regionale variant van zuurkool, Knieperkohl, bevat namelijk niet alleen wittekool, maar ook mergkool en wat spitskool of boerenkool. „Couve Galega“ is een variant van de mergkool, die in Galicië en Portugal verbouwd wordt. Deze kool vindt culinaire toepassing in o.a. de soep caldo verde.

## Beschrijving
Mergkool is een tweejarige plant. De stengel is in het begin zeer dun, maar neemt gedurende de groei in dikte toe. De plant kan tot twee meter hoog worden. De plant kan lichte vorst verdragen. De groene, soms aan de bladnerven iets roze, bladeren worden 10 - 15 cm breed en 20 - 40 cm lang. In het tweede jaar bloeit de plant met gele bloemen. Mergkool is zelffertiel en wordt door bijen bestoven. De vrucht is een hauw.

## Teelt
Vanaf juli tot 10 augustus werd in Nederland mergkool geplant. Vijf tot zes weken eerder werd gezaaid op een zaaibed. De plantafstand bedroeg 50 x 40 cm. Mergkool werd geoogst en gevoerd aan koeien vanaf november tot in januari. De opbrengst per hectare bedroeg 30.000 kg versgewicht of 3600 kg drogestof. De voederwaarde is 3450 kVEM met 520 v.r.e. (verteerbaar ruw eiwit) per kg. Mergkool is weinig gevoelig voor knolvoet.

## Rassen
Op de twintigste beschrijvende rassenlijst voor landbouwgewassen uit 1944 staan de volgende rassen vermeld:
- Goliath, een selectie uit Gartons
- Markanta groene, een selectie uit de Franse mergkool, Chou Moellier blanc
- Witte mergkool Z.W., een selectie uit een Engels landras
- Escofar, afkomstig uit Engeland
- Groene (witte) mergkool, groepras
- Blauwe (rode) mergkool, groepras

De blauwe mergkool heeft een hogere opbrengst aan stronken (stengels), maar een aanzienlijk lagere opbrengst aan bladeren, waardoor de totale drogestof- en eiwitopbrengst lager is dan die van de groene mergkool.
... · 
B. campestris (Raapstelen) · 
B. carinata (Ethiopische mosterd, Abessijnse mosterd of Abessijnse kool) · 
B. juncea (Sareptamosterd) · 
B. napobrassica (Koolraap) · 

B. napus (Koolzaad) · 
B. napus subsp. napus (Duizendkoppige kool) · 

B. nigra (Zwarte mosterd) · 

B. oleracea (Kool) · 
B. oleracea var. acephala (Sierkool) · 
B. oleracea convar. acephala alef. var. gongylodes (Koolrabi) · 
B. oleracea convar. acephala var. laciniata (Boerenkool) · 
B. oleracea convar. acephala var. medullosa (Duizendkoppige kool) · 
B. oleracea var. alboglabra (Kailan of Chinese broccoli) · 
B. oleracea var. medullosa (Mergkool) · 
B. oleracea var. botrytis (Bloemkool) · 
B. oleracea convar. botrytis var. botrytis (Romanesco) · 
B. oleracea convar. botrytis var. cymosa (Broccoli) · 
B. oleracea var. capitata (Sluitkool) · 
B. oleracea convar. capitata var. alba (Wittekool) · 
B. oleracea convar. capitata var. rubra (Rodekool) · 
B. oleracea convar. capitata var. sabauda (Savooiekool) · 
B. oleracea var. costata (Tronchuda-kool) ·  
B. oleracea convar. oleracea var. gemmifera (Spruitkool) · 
B. oleracea var. oleracea (Wilde kool) · 
B. oleracea var. palmifolia (Palmkool) ·
B. oleracea var. viridis (Galicische kool) ·  

B. rapa (Raapzaad, Knolraap) · 
B. rapa var. chinensis (Paksoi) · 
B. rapa var. pekinensis (Chinese kool) · 
B. rapa var. rapa (Stoppelknol) · 
...